# Poznań Jeżyce
Posen Jersitz – stacja kolejowa na Jeżycach (niem. Jersitz) w Poznaniu, funkcjonująca w latach 1848–1879.

## Stacja Kolei Stargardzko-Poznańskiej

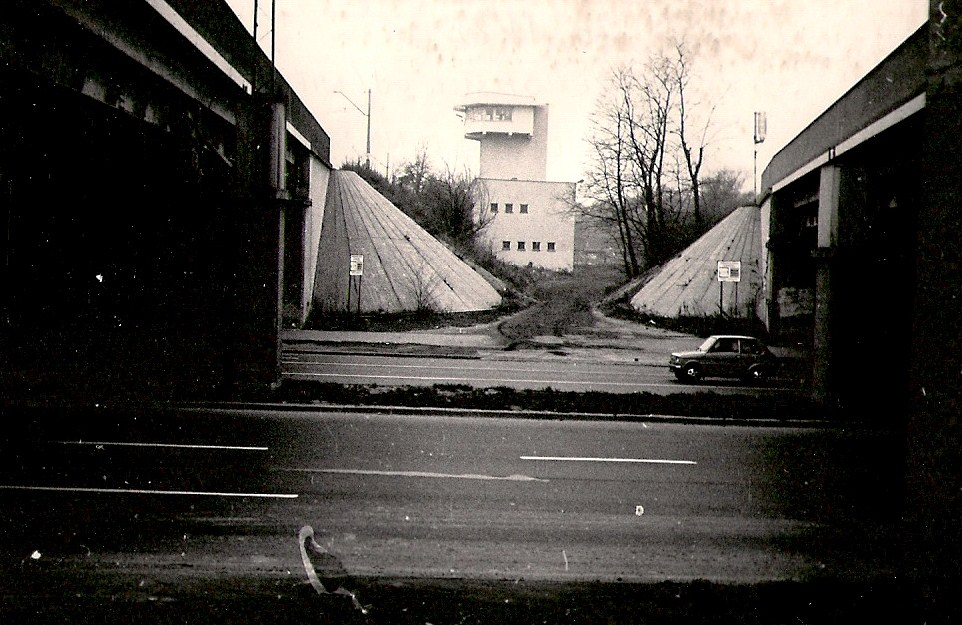
Okolice miejsca niezrealizowanej stacji Poznań Jeżyce. Po lewej wiadukt linii kolejowej Poznań – Szczecin (351), po prawej wiadukt linii Poznań – Piła (354). Widok z ulicy Niestachowskiej (1989).

Wybudowana w 1848 roku jako końcowy punkt linii stargardzkiej łączącej Poznań ze Szczecinem. Linia została oddana do użytku 10 sierpnia 1848.
Na terenie stacji znajdował się pierwszy w Poznaniu dworzec kolejowy. Lokalizację stacji we wsi Jeżyce, na zachód od ówczesnego miasta wymusiły względy militarne. Stacja stała się zbędna po wybudowaniu w 1879 roku centralnego dworca integrującego zbiegające się w mieście linie kolejowe. Na terenie stacji jeszcze w XIX wieku zlokalizowano Ogród Zoologiczny (1878) oraz zajezdnię tramwajową (1886) najpierw dla tramwajów konnych, a od 1898 roku elektrycznych.

## Planowany przystanek osobowy
Po II wojnie światowej w miejscu dawnej stacji planowano przystanek osobowy Poznań Jeżyce, który miał zostać wybudowany pomiędzy torami zbiegających się linii z kierunku stacji Poznań Wola i Poznań Strzeszyn, na wysokości wiaduktu kolejowego nad ul. Niestachowską. Po planach pozostał jedynie budynek nastawni z elementami planowego przystanku, np. drzwi wyjściowe umieszczone w ścianie, które miały prowadzić na peron. Budynek powstał w latach 60. XX wieku jako element koncepcji szybkiej kolei miejskiej. Do planów utworzenia przystanku Poznań Jeżyce jako potencjalnego punktu przesiadkowego dla kolei miejskiej powrócono na początku XXI wieku. Plany te wskazywały ulicę Kościelną, jako nową lokalizację dla budowy przystanku osobowego w ramach Poznańskiej Kolei Metropolitarnej.